# Miss Raggamuffin
juliana Isabela Escobar pelaez (Cartagena, 25 de agosto de 1988), conocida como Miss Raggamuffin, es una cantautora, artista gráfica, y diseñadora colombiana. Criada entre Medellín y el Archipiélago de San Andrés y Providencia, especialmente en Providencia Isla, Miss Raggamuffin se considera caribeña de cultura, crianza y nacimiento. Nominada a los Premios Shock de la Música del Año 2012, Seleccionada del Shock Miller Fest 2012, selección y finalista del Rototom Reggae Contest Latino en el año 2013 y ganadora de los premios Nuestra Identidad con This Is Paradise, sencillo del 2012.

Bandera de providencia Isla

## Orígenes
Nacida en Cartagena, Colombia de padres antioqueños en el año 1988, y llevada en 1989 a Providencia y Santa Catalina Islas, Isabela Escobar creció y se crio en la cultura caribeña, hablando Creole y español, lenguajes que utiliza en su música. A los 4 años de edad llegó por primera vez a Medellín, donde recibió su educación. Se graduó de Diseño Gráfico en Ideartes, el instituto de artes de Medellín en el 2012.

## Historia
Isabela Escobar comenzó su vida musical entre la Isla de Providencia y Medellín a los 12 años, grabando los coros en el primer trabajo discográfico Roots Reggae de Jahmin Mclean, llamado Jahmin Jam (Guana Records, año 2000)
A los 15 años participó un tiempo como vocalista invitada de una banda de covers de Reggae Llamada "BittanSweet" de Providencia, Isla. Para cuando cumplió 16 años, comenzó una banda femenina de Reggae/Ska en Medellín, Antioquia llamada "Jamaican Aroma" de 2004-2006, en la cual era Voz y Guitarra Líder. Fue vocalista Femenina de "Skartel" en el año 2007, y MC de Ragga, Dancehall, Jungle Y Drum n Bass con su propio soundsystem y banda.
Lanzó su primer disco en el año 2008, ya bajo el nombre artístico "Miss Raggamuffin" en Bogotá, Colombia y desde ahí ha continuado trabajando paralelamente tanto en su propio proyecto como también en colaboraciones con otros artistas.
Ha compartido escenario con estrellas internacionales como The Selecter, Charley Anderson, y Shaggy.

## Carrera musical
En el 2008 profesionalizó su carrera como solista con su proyecto llamado Hear This, bajo la producción de Caros Iván Medina, más conocido por su trabajo en La Provincia y junto a Carlos Vives.
En el año 2012 fue nominada a los premios Shock de la Música en la categoría "Boom del Año"
Luego de 4 años de giras y conciertos, el cual incluye una gira a Inglaterra junto a la reconocida banda de Ska "The Selecter", Miss Raggamuffin en el año 2013 lanza su nuevo trabajo discográfico, presentando su primer sencillo llamado "Excesos" junto a la cantante Bogotana, Paula Arenas
 el primer sencillo que emerge como adelanto del nuevo proyecto de Miss RaggaMuffin, Producido por Benny Bajo (Audiolirica Entertainment), David Cárdenas (Sonido Azulado) quién ganó del Grammy Latino por Álbum del Año con Calle 13 (banda) y Thunda Ball Records

## Modelaje y actuación
En el año 2006 Miss Raggamuffin participó de extra en la producción Colombiana de la película Rosario Tijeras, también ha actuado en varios videoclips, como en "El Puente de los Aburridos" de la reconocida banda Colombiana, La Derecha, del cual fue protagonista. En el 2012, Miss Raggamuffin, fue la imagen del nuevo reproductor mp4 de Sony Walkman en la campaña "Sony Walkman Recarga Tu Vida"

## Discografía

### Mixtapes
- 2011: Combinations

### Álbumes de estudio
- 2008: Hear This
- 2014: Nuevo Álbum (aún sin nombrar)

### Colaboraciones y sencillos
| Año  | Título               | Artista                              |
| ---- | -------------------- | ------------------------------------ |
| 2008 | Put your hands up    | Jhon Black feat. Miss Raggamuffin    |
| 2008 | Come Back Again      | Lince feat. Miss Raggamuffin         |
| 2008 | Negro Corazón        | Durán feat. Miss Raggamuffin         |
| 2011 | Nasty                | Miss Raggamuffin feat. Mariana Kelly |
| 2012 | This is Paradise     | Zetta Zee feat. Miss Raggamuffin     |
| 2012 | The Life is Only One | Hety, Zetta Zee & Miss Raggamuffin   |
| 2013 | Excesos              | Paula Arenas feat. Miss Raggamuffin  |